# Paul Carey
Paul Carey, född 24 september 1988, är en amerikansk professionell ishockeyspelare som spelar för SHL-laget Djurgårdens IF. 
Han har tidigare spelat på NHL-nivå för Ottawa Senators, New York Rangers, Washington Capitals och Colorado Avalanche och på lägre nivåer för Hershey Bears, Providence Bruins och Lake Erie Monsters i AHL, Boston College i NCAA och Indiana Ice i USHL.

## Spelarkarriär

### NHL

#### Colorado Avalanche
Carey draftades i femte rundan i 2007 års draft av Colorado Avalanche som 135:e spelare totalt och skrev på ett tvåårigt entry level-kontrakt med klubben den 11 april 2012. Den 16 juli 2014 skrev han på en ettårig kontraktsförlängning.

#### Boston Bruins (I)
Den 2 mars 2015 tradades han tillsammans med Maxime Talbot till Boston Bruins i utbyte mot Jordan Caron och ett draftval i sjätte rundan 2016, som Bruins sedermera fick tillbaka då de tradade Carl Söderberg till Avalanche den 25 juni samma år. Bruins valde Oskar Steen med det inblandade draftvalet.

#### Washington Capitals
Carey blev free agent sommaren 2015 och skrev den 8 juli på ett ettårskontrakt med Washington Capitals. Han skrev på en ettårig kontraktsförlängning med Capitals den 25 juni 2016.

#### New York Rangers
Han blev på nytt free agent sommaren 2017 och skrev på ett ettårskontrakt med New York Rangers.

#### Ottawa Senators
Den 1 juli 2018 skrev han som free agent på ett ettårskontrakt värt 700 000 dollar med Ottawa Senators.

#### Boston Bruins (II)
Han tradades till Boston Bruins i utbyte mot Cody Goloubef den 11 januari 2019.

## Statistik
| 2007–08    | Indiana Ice         | USHL       | 60  | 34 | 32  | 66  | 32  | 4 | 1 | 2 | 3 | 2 |
| 2008–09    | Boston College      | HE         | 24  | 5  | 4   | 9   | 8   | — | — | — | — | — |
| 2009–10    | Boston College      | HE         | 41  | 9  | 12  | 21  | 29  | — | — | — | — | — |
| 2010–11    | Boston College      | HE         | 38  | 13 | 13  | 26  | 18  | — | — | — | — | — |
| 2011–12    | Boston College      | HE         | 44  | 18 | 12  | 30  | 30  | — | — | — | — | — |
|            | Lake Erie Monsters  | AHL        | 2   | 0  | 0   | 0   | 2   | — | — | — | — | — |
| 2012–13    | Lake Erie Monsters  | AHL        | 72  | 19 | 22  | 41  | 29  | — | — | — | — | — |
| 2013–14    | Lake Erie Monsters  | AHL        | 54  | 8  | 13  | 21  | 42  | — | — | — | — | — |
|            | Colorado Avalanche  | NHL        | 12  | 0  | 0   | 0   | 2   | 3 | 0 | 0 | 0 | 0 |
| 2014–15    | Lake Erie Monsters  | AHL        | 43  | 13 | 14  | 27  | 16  | — | — | — | — | — |
|            | Colorado Avalanche  | NHL        | 10  | 0  | 1   | 1   | 0   | — | — | — | — | — |
|            | Providence Bruins   | AHL        | 17  | 2  | 5   | 7   | 10  | 4 | 1 | 0 | 1 | 4 |
| 2015–16    | Washington Capitals | NHL        | 4   | 1  | 0   | 1   | 0   | — | — | — | — | — |
|            | Hershey Bears       | AHL        | 44  | 13 | 18  | 31  | 18  | — | — | — | — | — |
| 2016–17    | Washington Capitals | NHL        | 6   | 0  | 0   | 0   | 0   | 1 | 0 | 0 | 0 | 0 |
|            | Hershey Bears       | AHL        | 55  | 24 | 31  | 55  | 29  | 4 | 1 | 1 | 2 | 0 |
| 2017–18    | New York Rangers    | NHL        | 60  | 7  | 7   | 14  | 20  | — | — | — | — |   |
| 2018–19    | Ottawa Senators     | NHL        | 5   | 0  | 0   | 0   | 0   | — | — | — | — | — |
|            | Belleville Senators | AHL        | 29  | 5  | 22  | 27  | 16  | — | — | — | — | — |
|            | Providence Bruins   | AHL        | 2   | 1  | 1   | 2   | 2   | — | — | — | — | — |
| NHL totalt | NHL totalt          | NHL totalt | 97  | 8  | 8   | 16  | 20  | 4 | 0 | 0 | 0 | 0 |
| AHL totalt | AHL totalt          | AHL totalt | 318 | 85 | 126 | 211 | 164 | 8 | 2 | 1 | 3 | 4 |